# Austreim
Austreim este o localitate din comuna Høyanger, provincia Sogn og Fjordane, Norvegia, cu o suprafață de 0,37 km² și o populație de 359 locuitori (2013).